# Лисичка гранёная
Лиси́чка гранёная (лат. Cantharellus lateritius) — гриб семейства лисичковых (Cantharellaceae). Съедобен.
Научные синонимы:
- Craterellus lateritius Berk., 1873 basionym
- Trombetta lateritia (Berk.) Kuntze, 1891

## Описание
Плодовое тело воронковидное, по форме напоминает шляпконожечное, размерами от 2,5 до 10 см, оранжево-жёлтого цвета.
Шляпковидная верхняя часть со свисающим волнистым краем.
Мякоть плотная и толстая, но хрупкая, с приятным запахом и вкусом.
Ножкоподобное основание удлинённое, диаметром 0,5—2,5 см.
Гименофор гладкий или с редкими, нечёткими складками, нисходящий.
Споровый порошок светлого жёлто-оранжевого цвета, споры 10×5,5 мкм, эллипсовидные.

## Экологияи распространение
Образует микоризу с дубом. Широко распространён и обычен в лесах и парках Северной Америки, плодоносит одиночно или большими группами, на почве.
Сезон лето — осень.

## Сходные виды
- Лисичка обыкновенная (Cantharellus cibarius) имеет хорошо сформированный складчатый гименофор.
- Лисичка пахучая (Cantharellus odoratus)[1] появляется более тесными группами.